# Ciurgău, Cluj
Ciurgău este un sat în comuna Ceanu Mare din județul Cluj, Transilvania, România.

## Așezare
Localitatea este situată în partea sud-estică a județului Cluj, pe cursul superior al văii Ciurgăului ce traverseazǎ așezarea, vărsându-se în Râul Valea Lată, Arieș. 

## Economie
Economia localității este una predominant agricolă, bazată pe cultura plantelor, ceșterea animalelor și pomicultură.
În partea de nord a localitǎți se aflǎ o livadǎ care se intinde pe câteva zeci de hectare.

## Galerie de imagini

Comuna Ceanu Mare și satele componente